# 開齋飯

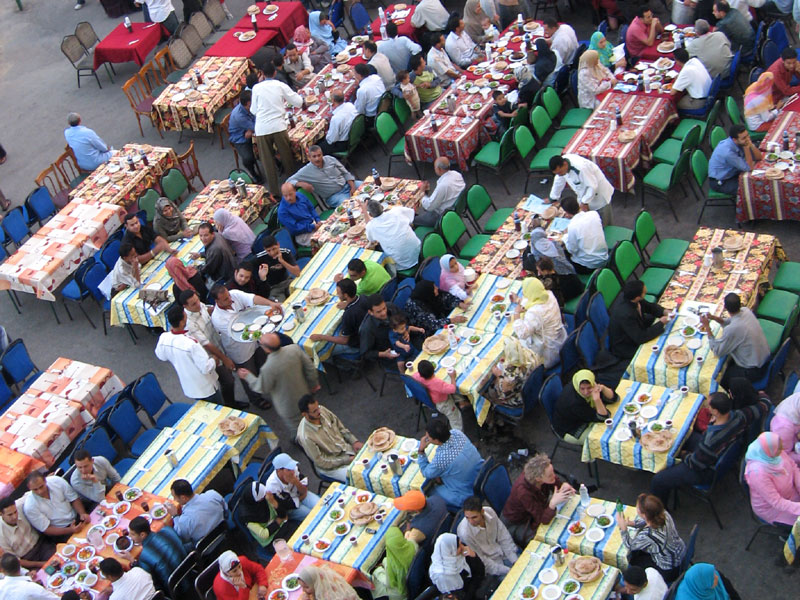
埃及開羅開齋飯情景

開齋飯（阿拉伯语：‎），是穆斯林在伊斯蘭曆九月，即拉馬丹月（齋月）每天黃昏、第四次禮拜（昏禮）後所吃的飯菜。傳統上這一餐是集體享用的。
在禱告前，穆斯林先會進食椰棗，正如當年先知穆罕默德所做的一樣。